# Trigonodes anfractuosa
Trigonodes anfractuosa är en fjärilsart som beskrevs av Jean Baptiste Boisduval 1833. Trigonodes anfractuosa ingår i släktet Trigonodes och familjen nattflyn. Inga underarter finns listade i Catalogue of Life.